# Aki Riihilahti
Aki Pasinpoika Riihilahti (Helsinki, 9 settembre 1976) è un ex calciatore finlandese, di ruolo centrocampista.

## Carriera

### Club
Riihilahti ha debuttato nella Veikkausliiga nel 1995. Ha vinto un campionato e due coppe nazionali con l'HJK Helsinki ed ha partecipato alla UEFA Champions League 1998-1999.
Nel 1999 è passato al Vålerenga, in Norvegia. Dopo due stagioni è stato acquistato dal Crystal Palace. Nel campionato 2004-2005 il Crystal Palace ha militato in Premier League e Riihilahti si è così confrontato con il più alto livello del calcio inglese. È rimasto in rosa anche dopo la retrocessione.
Nell'estate del 2006 il suo contratto è scaduto ed ha firmato un contratto annuale per il Kaiserslautern. Al termine della stagione ha firmato un contratto di due anni e mezzo per il Djurgården, in Svezia. Il 31 luglio 2009 torna all'HJK Helsinki. Si ritira nel 2011.

### Nazionale
Riihilahti ha debuttato nella Nazionale finlandese il 5 febbraio 1998, nella partita contro Cipro. Da quella partita fino al 2007 (anno in cui ha lasciato la casacca della sua nazionale) ha totalizzato 69 presenze, entrando nella top 20 dei giocatori finlandesi per maggior numero di presenze. Conta inoltre 11 reti.